# Рамос, Эдсон
Эдсон Рамос да Сильва или Ратиньо (порт.-браз. Edson Ramos da Silva; Ratinho); род. 31 мая 1986 года; Жуан-Песоа, Бразилия) — бразильский футболист, защитник клуба «КРБ».

## Карьера
В молодости Эдсон Рамос начал играть в команде под названием «Кампиненсе». В 2007 году он перешёл в клуб «Можи-Мирин».
В составе «Можи-Мирина» Эдсон Рамос задержался полгода и переехал в Грецию где его пригласил афинский клуб «АЕК». Стоимость того трансфера обошлась «АЕКу» на 350 тысяч евро. Свой первый матч в составе «АЕКа» Рамос провел в рамках Греческой Суперлиги против клуба «Левадиакос» . Начав второй сезон в составе греческого клуба, он в октябре 2008 года отправился в отпуск и вернулся в Бразилию. В январе 2009 года он попросил от греческого клуба вернуть его в «Можи-Мирин» и это обошлось ему на всю сумму трансфера. За этот период Рамо играл в составе «АЕКа» в тридцать одном матче и забил один гол.
После присоединения в состав «Можи-Мирин», в феврале тог-же года на Эдсона Рамоса обратил внимание клуб из Узбекистана, «Бунёдкор», уже в то время Ривалдо перешёл в ташкентский клуб и пригласил туда и Рамоса. В итоге Эдсон Рамос перешёл в «Бунёдкор». Сумма трансфера обошлась «Бунёдкору» на 350 тысяч евро. В составе «Бунёдкора» Рамос выиграл в 2009 году чемпионат Узбекистана.
В июле 2010 года Эдсон Рамос и его одноклубник из «Бунёдкора» Жуан Витор подписали пятилетний контракт с испанским клубом «Мальорка».. В составе «Мальорки» он играл в шестнадцати матчах и не смог забить ни одного гола. Впоследствии в середине 2011 года он перешёл в качестве аренды в бразильское «Сан-Паулу». В составе «Сан-Паулу» Рамос получил тяжелую травму и не смог играть в ни одно матче.
В 2012 году он подписал контракт со знакомым ему клубом «Можи-Мирин» но в том же году его сдали в аренду в «Интернасьонал». С 2013-года Эдсон Рамос игрок клуба «Сан-Каэтано».

## Достижения
- Чемпион Узбекистана: 2009
- Финалист Кубка Узбекистана: 2009